# 安内利泽·米歇尔
安娜·伊丽莎白·「安内利泽」·米歇尔（德語：Anna Elisabeth "Anneliese" Michel；1952年9月21日—1976年7月1日）是一位德國女性，在去世前一年經歷了天主教的驅魔儀式 。 她被診斷出患有癲癇性精神病（temporal lobe epilepsy），並且有精神病治療病史。
米歇尔16歲時，她患了癲癇病，並被診斷出患有顳葉癲癇病所致的精神病。 此後不久，她被診斷出患有抑鬱症，並接受了精神病醫院的治療。 20歲的時候，她已經無法忍受各種宗教物品，並開始有幻聽和幻覺。 儘管服藥後病情仍會惡化，使得她有自殺念頭。甚至出現怪異症狀，因此也服用各種藥物。
在服用了五年精神藥物未能改善她的症狀後，米歇尔和她的家人確信她被惡魔附身 。結果，她的家人向天主教會請求驅魔 。兩位神父拒絕請求後，在1975年便獲得了當地主教的許可。 安妮莉絲·米歇尔停止進食，並由於營養不良和脫水而死亡。 米歇尔的父母和兩名羅馬天主教神父被判犯有過失殺人罪 ，被判處六個月監禁和罰款。
2005年的電影《驅魔》是根據她的故事改編的。

## 早年生活
1952年9月21日，米歇尔在西德巴伐利亞的萊布爾芬格出生，是一個羅馬天主教家庭，由父母約瑟夫（Josef）和安娜（Anna）扶養三名女兒。她信奉天主教，每週兩次去彌撒。當她16歲時，她嚴重的抽搐被診斷出顳葉癲癇。1973年，21歲的米歇尔進入维尔茨堡大学就讀。後來她的同學稱她為“孤僻且非常虔誠的人”。Paris, André (31 May 2003). "Unreiner Geist, weiche!" (in German). Taz.de. Retrieved 15 May 2011.

## 精神治療
1970年6月，米歇尔住的精神病醫院第三次癲癇發作。首次為她開了抗驚厥藥，包括苯妥英(Dilantin)並沒有改善病情。她開始訴說在一天中的經常看到“鬼臉(devil faces)”的情況。同月開了另一種藥物Aolept與氯丙嗪(Chlorpromazine)相似，用於治療各種精神病，包括精神分裂症(Schizophrenia) ，行為開始紊亂和妄想。
到1973年，她患有抑鬱症開始出現幻覺時常抱怨聽到聲音，告訴她“詛咒(damned)”並且“妳將在地獄中腐烂(rot in hell)”。米歇尔在精神病醫院接受的治療不僅沒有改善她的健康狀況，而且抑鬱症更加惡化。服用了五年的藥理藥物長期治療也無濟於事，對醫療越來越不信任。 米歇尔無法容忍基督教的神聖場所和物體，例如十架苦像 。
米歇尔和一個家庭朋友去了聖達米亞諾(San Damiano) 定期去基督教朝聖(Christian pilgrimage) 。她的陪同人得出結論，由於無法走過十字架，拒絕喝基督教神聖的泉水(Holy Spring)，她患有惡魔般的心魔
米歇尔和她的家人以及她的社區服從並諮詢了幾位神父，要求進行驅魔儀式。但是神父拒絕了，建議繼續藥物治療，並告知家人驅魔需要主教的許可。 在天主教會中 ，當某人嚴格符合設定的條件才能批准驅魔，然後認為該人正處於被「侵擾」（infestatio）的狀態之中。 對宗教物品和超自然力量的強烈厭惡是一些初步跡象。米歇尔的身體狀況逐漸惡化、表現出攻擊性、自殘，吞食昆蟲、蜘蛛舔食自己的尿液、整夜以扭曲的姿勢躺臥在地板之上、學習狗吠的舉止。
1973年11月，米歇尔開始使用抗癲癇藥物、情緒穩定劑 (Mood stabilizer)、卡马西平進行治療。在宗教儀式期間，她被開了抗精神病藥 (anti-psychotic drugs) 一直持續常服用直到死前。 管服用了這些抗精神病藥，米歇尔的症狀卻惡化了。如果任何聖物靠近她，例如十字架或耶穌畫像就會開始大聲狂叫「我看到惡魔”激烈的把這些聖物破壞掉。安内利泽被惡魔附身時擁有巨大無比的力氣需要三個男人才有辦法壓制，有時還必須用鐵煉綁著才行。安内利泽開始出現自殘，用刀子切割自己，自己衝去撞牆

## 驅魔師

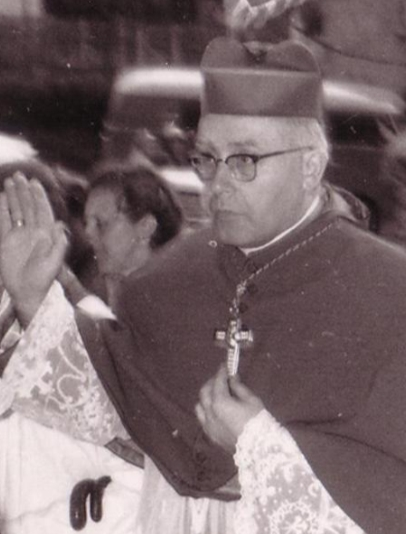
若瑟·斯坦格爾主教（1959年5月）批准驅魔令下令完全保密

直到1975年神父恩斯特·阿爾特（Ernst Alt）在見到她時宣稱“她看起來不像癲癇病患者”，而且沒有癲癇症狀。阿爾特認為她被惡魔附身，教會終於核可安内利泽被附身的事實，並且同意派出神父來替安内利泽進行驅魔儀式。
在1975年給阿爾特的一封信中，米歇尔寫道：“我什麼都不是；關於我的一切都是虛榮心。我該怎麼做？我必須改善。請你為我祈禱”，並且曾經告訴他：“我想為其他人受苦人們...但這太殘酷了。”同年9月，若瑟·斯坦格爾主教根據1614年羅馬禮節（Rituale Romanum）准許阿諾德·倫茨（Arnold Renz）神父驅逐，但下令要完全保密。 {{refn|"1973年11月，驅魔專家耶穌會神父 Adolf Rodewyk調查米歇尔後建議執行驅魔，這是Stangl在1975年9月授權的。“ 
倫茨於9月24日舉行了第一屆會議。米歇尔開始越來越多地談論“死於為當下任性的青年和現代教會的叛教神父贖罪”，在最後她拒絕進食。在這一點上，她的父母根據她的要求停止諮詢醫生，僅依靠驅魔儀式。在1975-1976年的大約十個月中驅魔67次，每週進行一到兩次，最多持續四個小時。

## 死亡
1976年6月30日，在安内利泽生命中的最後一個晚上，她極度憔悴、高燒。在驅魔過程中，安内利泽不斷地大力下跪600次，向上帝祈求赦免，導致她的膝蓋跪到破裂，全身傷痕累累。安内利泽虛弱到無法進行驅魔儀式的行動，必須靠她的父母扶持她。最後，她告訴驅魔的神父：懇求寬恕我的罪。給母親的話則是：我好害怕……
1976年7月1日，米歇尔（Michel）在家中去世，得年23歲。屍檢報告指出，原因是在進行驅魔儀式時，由於處於半飢餓狀態而將近一年的營養不良和脫水。她體重30公斤（68磅），由於連續屈膝而膝蓋受傷。她沒有援助就無法行動，據報告患有肺炎 。 

## 檢察
經過調查，州檢察官堅持認為，即使在米歇尔去世前一星期，她的死亡本來可以是避免的。
1976年，該州指控米歇尔的父母和恩斯特·阿爾特（Ernst Alt）和阿諾德·倫茨（Arnold Renz）神父犯有過失致死罪 。 在此案中，米歇尔的屍體被挖掘出 ，並在導致她死亡的11個月內將驅魔磁帶錄音到法院。父母由Erich Schmidt-Leichner辯護 ； 他們的律師是由教會贊助的。國家建議不要將當事人入監；相反，建議對神父判刑給為罰款，而起訴方認為，父母應“由於遭受了足夠的痛苦”所以不必受刑罰，這是德國刑法中的一項標準。

### 審訊
審判於1978年3月30日在地方法院開始，引起渲然大波。在法庭上，醫生作證說沒有米歇尔（Michel），因為這是嚴重的宗教教育和癲癇病的一種心理影響，但是據稱，在驅魔期間，Alt要求醫生Richard Roth告訴她，即“沒有魔鬼附身在安内利泽身上”。  施密特-萊希納（Schmidt-Leichner）說，驅魔是合法的， 德國憲法保護公民不受限制地行使其宗教信仰。 辯方播放了驅魔時錄製“惡魔之爭”（demons arguing）的錄音帶，兩位神父都說，附身在米歇尔身上的有6個惡魔，分別是：路西法、該隱、希特勒、加略人猶大、佛烈契曼和尼祿 。 他們進一步說，由於她在去世前的驅魔儀式才終於被解放。
主教說，當他批准驅魔並沒有作證時，他並不知道她的健康狀況令人震驚。被告因疏忽而被判犯有過失殺人罪 ，被判入獄六個月和三年緩刑。判決比預期的要輕得多卻遠遠超過了檢方的要求，檢方要求只對神父處以罰款，並判父母有罪但不受到懲罰。 教會批准了這種老式的驅魔儀式，引起了公眾和媒體的關注。 根據約翰·達菲（John M. Duffey）的說法，此案是被錯誤辨識為精神疾病。

## 掘屍與餘波
審判後，父母要求當局許可挖掘女兒的遺體。父母向當局提出的正式理由是，米歇尔被匆忙地埋在便宜的棺材中。埋葬後將近兩年，即1978年2月25日，她的遺體被替換為襯有錫的新橡木棺材。官方報告指出，身體有持續腐化的跡象。不鼓勵被告驅魔人去看米歇尔的遺體。阿諾德·倫茨（Arnold Renz）隨後表示，他被禁止進入太平間。她的墳墓成為一個朝聖的地方。
儘管有教宗本篤十六世支持更廣泛地使用驅魔藥，但在德國因為官方批准的驅邪術次數有所減少。相比之下，教宗若望保祿二世在1999年對規則進行了更嚴格的規定，僅涉及極少數案件。
2013年6月6日，安内利泽·米歇尔（Anneliese Michel）居住的房屋發生火災，儘管當地警方說這是縱火案，但一些當地人將其歸咎於驅魔事件。

## 流行文化
- 三部電影《驅魔 (The Exorcism of Emily Rose)》、《安魂彌撒(Requiem)》和《Anneliese: The Exorcist Tapes》都是根據米歇尔的故事改編。[7]
- 約翰利登 （ John Lydon ）的性手槍樂團Public Image Ltd發行的首張專輯“ First Issue ”中包含有關此案的歌曲“ Annalisa”。[24]
- 該案例及其理論在2016年11月14日發行的BuzzFeed網絡系列BuzzFeed Unsolved ：Supernatural的第1季第4集中進行了討論，標題為“ Anneliese Michel的令人恐懼的驅魔(The Chilling Exorcism of Anneliese Michel)”。
- 該案例及歷史也在Casefile True Crime Podcast、案例11：Anneliese Michel中 ，於2016年3月播映。[25]
- 驅魔"The Devil's Number"中的在第66集“My Favorite Murder  ”播映。
- Ice Nine Kills樂團在他們的歌曲“ Communion of the Cursed.”中使用了來自Anneliese驅魔的錄音片段。[26]

## 延伸閱讀
- 基督教的驅魔
- Goodman, Felicitas D. (1988). How about Demons?: Possession and Exorcism in the Modern World. Indianapolis: Indiana University Press. ISBN 0-253-32856-X.
- Felicitas D. Goodman. . Resource Publications (OR). 1 November 2005  [2019-11-18]. ISBN 978-1-59752-432-2. （原始内容存档于2016-11-24）.
- Getler, Micheal. "Cries of a Woman Possessed : German Court Hears Tapes in Exorcism Death Trial" in The Washington Post (21 April 1978)

## 外部連結
- Casefile True Crime Podcast - Case 11: Anneliese Michel （页面存档备份，存于） - 19 March 2016
- 在Find a Grave上的安内利泽·米歇尔
- Dunning, Brian. . Skeptoid. 8 March 2011  [22 June 2017].